# Копнинская волость (Переславский уезд)
Копнинская волость — административно-территориальная единица Переславского уезда Владимирской губернии. Волостной центр — село Копнино. Ныне территория Переславского района Ярославской области России.

## География
Волость находилась в низменной (северо-западной) части уезда, на севере соприкасалась с Загорской волостью, начинаясь на юге почти от Плещеева озера, по течению р. Вёксы и Большой Нерли с притоками Сержей и Угласовской.
Площадь — около 226 кв. вёрст [257 кв. км]. В южной части типичная глухая тайга. Почва — глинистые и баровые пески, болота и торфяники, а также подзолистые супеси:41

## История
Центральное село волости — Копнино в XV в. было вотчиной боярина В. Б. Копнина, передавшего его до 1447—49 г. в Троице-Сергиев монастырь вместе с деревнями, составляющими его приход. Село Усолье, знаменитое в старину (с XIV в.) соляным промыслом, существовавшим до конца XVII в., и с. Новосёлка Гора, бывшая вотчина Никольского Угрешского монастыря.

## Состав волости
По состоянию на 1905 год входили 12 населённых пунктов
- Бахмурово
- Желтиково
- Измайлово
- Климово
- Копнино — волостной центр
- Мериново
- Новосёлка
- Свечино
- Селезнёво
- Усолье
- Федосово
- Хмельники

На 1922 год селений 11.

## Население
Населена волость к 1920 году главным образом в северной части, проживало 4 553 душ, в том числе мужчин 1 977 и женщин 2 576, что на одну кв. версту составляет свыше 20 человек [18 на кв. км]:41.

## Инфраструктура
Для земледелия малопригодная почва. Были развиты промыслы, связанные с лесом: бондарный, пилка и рубка леса, плотничество, столярное дело и так далее; ловля рыбы в Сомине озере и Нерли. Раньше
развит был отхожий промысел и выпойка телят.